# Geronimo Stilton (televíziós sorozat, 2009)
A Geronimo Stilton 2009-től futó olasz televíziós animációs rajzfilmsorozat, amelyet Guy Vasilovich rendezett. Első megjelenése 2009. szeptember 15-én volt Olaszországban, a Rai 2 vetítette, amíg Magyarországon ugyanebben az évben a Minimax sugározta, és az M2 adta. A történet Elisabetta Dami világhírű gyermekkönyvsorozatán alapszik, amely ugyanezt a címet viseli. Eddig két évada készült el, a harmadik évad pedig jelenleg is készülőben van.

## Ismertető
A sorozat Rágcsáliában egy nyüzsgő nagyvárosban játszódik, melyet egerek és egyéb rágcsálók népesítenek be. A főhős, Geronimo Stilton, a város leghíresebb napilapjának, a Rágcsáló Híreknek a főszerkesztője. Ő a nyugodt, kissé talán egyhangú, értelmiségi rágcsáló, aki mindennél jobban kedveli a bombasikeres lapszenzációkat. Ennek fényében gyakran keveredik izgalmas, hajmeresztő és olykor veszélyes kalandokba, hogy utánajárjon egy-egy sztorinak. Kalandjaiban általában elkísérik őt a barátai és családtagjai, úgy mint Tea Stilton, Trappola és Benjamin, akik néha előszeretettel rángatják bele Geronimót egy kis akcióba. Geronimo legfőbb riválisa Sally Rasmaussen, a Napi Patkánytól, aki mindig előbb akarja megjelentetni újságjában az izgalmas szenzációkat, mint hőseink tennék. Épp ezért minden lehetséges eszközzel igyekszik keresztbe tenni Geronimónak és barátainak. Ők azonban kis szerencsével és csapatmunkával, mindig kimásznak a slamasztikából, és végül mind levonják a tanulságot a velük történtekről, ami az ő javukat szolgálja.

## Eltérések a könyvtől
Az eredeti műben Geronimo szemüveget és zöld mellényt visel, valamint sokkal idősebb is, mint a sorozatban. Valamint Geronimo a könyvekben jobban szereti a nyugodt, megszokott életvitelt, és eleinte mindig kiakad, ha valami kalandba kell keverednie, mellesleg nem olyan szenzációhajhász és sokkalta félénkebb. Sok karakter sztereotípiája is megváltozott a könyvhöz képest. A könyvekben Geronimo családja nem mindig kíséri el a főhőst kalandjai során, nagyrészt mindig egyedül próbál boldogulni, és barátai csak néha állnak a rendelkezésére. A könyvben Benjamin még csak nyolcéves. A karaktere inkább udvarias és visszahúzódó, mintsem vakmerő és sportos, így ő az, aki leginkább eltér az eredeti műtől.

## Szereplők
| Szereplő         | Eredeti hang    | Magyar hang                                                                                              | Leírás |
| ---------------- | --------------- | --- | --- |
| Geronimo Stilton | Brian Drummond  | Barát Attila                                                                                             | A Rágcsáló Hírek főszerkesztője, a sorozat cím és főhőse. Hihetetlenül intelligens és kifinomult, ám általában kétbalkezes és kicsit egyhangú is. Minden helyzetben tudja a tökéletes megoldást. Kedveli a nyugalmat és jó lapsztorikat, de óvakodik a kalandoktól, amibe a barátai gyakran rángatják őt bele.                              |
| Benjamin Stilton | Erin Mathews    | Penke Bence                                                                                              | Geronimo tizenkét éves unokaöccse, aki jól ért a számítógépekhez. Ő egy ifjúsági blogot vezet a Rágcsáló Híreknél, amiben a saját szemszögéből írja le az ott történteket és tapasztaltakat. Szeret gördeszkázni és biciklizni. |
| Tea Stilton      | Sarah Edmondson | Szórádi Erika                                                                                            | Geronimo huga, aki teljes ellentéte a testvérének. Vakmerő, elszánt, imádja az izgalmakat, és ha kalandról van szó, mindig tettre kész. Ő a Rágcsáló Hírek főriportere, aki a legtöbbször a helikopterével lebegve a város fölött informálja társait a városban történő szenzációkról.                                                      |
| Trap Stilton     | Richard Cox     | Kerekes József                                                                                           | Geronimo kuzinja, aki nem dolgozik a Rágcsáló Híreknek, de gyakran segít nekik, ha egy lapsztori felderítéséről van szó. Jólelkű és igen humoros, bár gyermeteg tréfáinak gyakran Geronimo issza meg a levét, aki szerint Trap–nek meg kéne komolyodnia, de ennek ellenére nagyon kedveli őt.                                               |
| Sally Rasmaussen | Patricia Drake  | Kocsis Mariann                                                                                           | A Napi Patkány főszerkesztője, Geronimo legeslegfőbb riválisa. Kettejük folyton azon verseng, hogy az új szenzációkat előbb jelentessék meg az újságjukban, mint a másik tenne. Célja elérésében Sally még attól sem riad vissza, hogy olykor piszkos eszközökkel is, de mindenképp félreállítsa Geronimót a saját lapjának sikere útjából. |
| Sipító Simon     | Brian Drummond  | Németh Gábor (1. évadban) Joó Gábor (2. évadban) Albert Gábor (3. évadban)                               | Sally személyi asszisztense, a Napi Patkány munkatársa. Simon nagyrészt Sally piszkos ügyleteinek az intézője, és bármilyen messzire képes elmenni, hogy véghezvigye a rá bízott feladatott. |
| Pandora Woz      | Moneca Stori    | Götz Anna                                                                                                | Benjamin legjobb barátja, egy tűzről pattant kis egérlány, aki gyakran segít Geronimónak és barátainak, ha kalandról van szó. Mindig vidám és tettre kész minden téren. |
| William Stilton  | TBA             | Izsóf Vilmos (13. részben) Forgács Gábor (16. részben) Uri István (28. részben) Vass Gábor (51. részben) | Geronimo nagyapja, aki szintén újságíróként dolgozott a Rágcsáló Híreknek. Gyakran meglátogatja az unokáját, hogy megnézze, hogyan is vezeti a vállalatot, és sok jó tanáccsal látja őt el. |

- További szereplők (1. évadban): Dányi Krisztián, Forgács Gábor, Galbenisz Tomasz, Gubányi György István, Maday Gábor, Potocsny Andor, Pupos Tímea, Stern Dániel
- További szereplők (2. évadban): Bogdányi Titanilla, Csuha Lajos, Endrédi Máté, Erdős Borcsa, Faragó András, Gubányi György István, Kapácsy Miklós, Kautzky Armand, Maday Gábor, Molnár Ilona, Moser Károly, Orosz István, Pusztaszeri Kornél, Seder Gábor, Szabó Zselyke, Szűcs Sándor, Uri István

## Epizódok
| #            | #   | Magyar cím                    | Eredeti cím                           | Német premier        |
| ------------ | --- | ----------------------------- | ------------------------------------- | -------------------- |
|              |     |                               |                                       |                      |
| Első évad    |     |                               |                                       |                      |
|              |     |                               |                                       |                      |
| 1.           | 1.  | A Shufongfong-küldetés        | Operation Shufongfong                 | 2009. szeptember 15. |
|              |     |                               |                                       |                      |
| 2.           | 2.  | Ez az én szenzációm!          | It's MY Scoop                         | N/A                  |
|              |     |                               |                                       |                      |
| 3.           | 3.  | Színjáték az egész            | Stop Acting Around                    | N/A                  |
|              |     |                               |                                       |                      |
| 4.           | 4.  | A névtelen múmia              | The Mummy with No Name                | N/A                  |
|              |     |                               |                                       |                      |
| 5.           | 5.  | Barry, a bajusz               | Barry the Mouse-tache                 | N/A                  |
|              |     |                               |                                       |                      |
| 6.           | 6.  | El a manccsal, Sajtpofa!      | Paws Off, Cheddarface!                | N/A                  |
|              |     |                               |                                       |                      |
| 7.           | 7.  | Kaland Kínában                | Going Down to Chinatown               | N/A                  |
|              |     |                               |                                       |                      |
| 8.           | 8.  | Hipnózis                      | Hypno-Tick Tock                       | N/A                  |
|              |     |                               |                                       |                      |
| 9.           | 9.  | A patkányharcos álarca        | The Mask of Rat-Jitsu                 | N/A                  |
|              |     |                               |                                       |                      |
| 10.          | 10. | Feketefog kincse              | Blackrat's Treasure                   | N/A                  |
|              |     |                               |                                       |                      |
| 11.          | 11. | Ármány a Rágcsáló-expresszen  | Intrigue on the Rodent Express        | N/A                  |
|              |     |                               |                                       |                      |
| 12.          | 12. | Robotizált egérház            | Mouse House of the Future             | N/A                  |
|              |     |                               |                                       |                      |
| 13.          | 13. | Eltűntnek nyilvánítva         | Reported Missing                      | N/A                  |
|              |     |                               |                                       |                      |
| 14.          | 14. | A Drágakő-csapat              | The Gem Gang                          | N/A                  |
|              |     |                               |                                       |                      |
| 15.          | 15. | Tiszta munka                  | Clean Sweep                           | N/A                  |
|              |     |                               |                                       |                      |
| 16.          | 16. | Az összeillő pár              | Mr. and Mrs. Matched                  | N/A                  |
|              |     |                               |                                       |                      |
| 17.          | 17. | Az aktatáska titka            | Top Model Thea                        | N/A                  |
|              |     |                               |                                       |                      |
| 18.          | 18. | Bálna-kaland                  | Attack of the Killer Whale            | N/A                  |
|              |     |                               |                                       |                      |
| 19.          | 19. | A sajt-kapcsolat              | Cheese Connection                     | N/A                  |
|              |     |                               |                                       |                      |
| 20.          | 20. | Beugró egér                   | Starring Geronimo                     | N/A                  |
|              |     |                               |                                       |                      |
| 21.          | 21. | A játék szabályai             | Rules of the Game                     | N/A                  |
|              |     |                               |                                       |                      |
| 22.          | 22. | Szuper krokodil               | The Gator Samaritan                   | N/A                  |
|              |     |                               |                                       |                      |
| 23.          | 23. | Különös balszerencse          | The Bad Luck of Team Fromage          | N/A                  |
|              |     |                               |                                       |                      |
| 24.          | 24. | Az Őszbajusz-kastély rejtélye | Castle Creeps                         | N/A                  |
|              |     |                               |                                       |                      |
| 25.          | 25. | Tudós gyógyegér               | Smarty Pants                          | N/A                  |
|              |     |                               |                                       |                      |
| 26.          | 26. | A tea története               | Tea Story                             | 2010. március 18.    |
|              |     |                               |                                       |                      |
| Második évad |     |                               |                                       |                      |
|              |     |                               |                                       |                      |
| 27.          | 1.  | A mentő akció                 | Ravenrat                              | 2011. október 24.    |
|              |     |                               |                                       |                      |
| 28.          | 2.  | Az egyiptomi kaland           | The Great Jellybean Adventure         | N/A                  |
|              |     |                               |                                       |                      |
| 29.          | 3.  | Rokonok                       | Bloodlines                            | N/A                  |
|              |     |                               |                                       |                      |
| 30.          | 4.  | Tengeri patkányok             | Sea Rats                              | N/A                  |
|              |     |                               |                                       |                      |
| 31.          | 5.  | Mártogatós                    | Chips and Dips                        | N/A                  |
|              |     |                               |                                       |                      |
| 32.          | 6.  | A tűzokádó sárkány temploma   | Temple of the Dragon's Gasp           | N/A                  |
|              |     |                               |                                       |                      |
| 33.          | 7.  | A szellem kovboj legendája    | The Creepy Cowboy of the Cactus Gulch | N/A                  |
|              |     |                               |                                       |                      |
| 34.          | 8.  | A smaragdláda                 | The Emerald Chest                     | N/A                  |
|              |     |                               |                                       |                      |
| 35.          | 9.  | Soma titkos sajtja            | Chauncey and the Secret Cheese        | N/A                  |
|              |     |                               |                                       |                      |
| 36.          | 10. | Kőkorszaki egér               | The Cave Mouse                        | N/A                  |
|              |     |                               |                                       |                      |
| 37.          | 11. | Nagy mosolyt kérek!           | Say, Cheese!                          | N/A                  |
|              |     |                               |                                       |                      |
| 38.          | 12. | A rejtélyes sellők            | The Mermaid Mouse                     | N/A                  |
|              |     |                               |                                       |                      |
| 39.          | 13. | Lord Trap, a klánvezér        | Lord Trap                             | N/A                  |
|              |     |                               |                                       |                      |
| 40.          | 14. | A jeti                        | The Legend of Big Toes                | N/A                  |
|              |     |                               |                                       |                      |
| 41.          | 15. | Sajtos Nelson eltűnése        | The Disappearance of Nelson Napmouse  | N/A                  |
|              |     |                               |                                       |                      |
| 42.          | 16. | Csíz Téboly és az aranyszobor | Chase Trailor and the Golden Rodent   | N/A                  |
|              |     |                               |                                       |                      |
| 43.          | 17. | A hihetetlen Stilton család   | The Incredible Shrinking Stiltons     | N/A                  |
|              |     |                               |                                       |                      |
| 44.          | 18. | Ősegér                        | Dino-Mice                             | N/A                  |
|              |     |                               |                                       |                      |
| 45.          | 19. | Itt a cápa, hol a cápa        | Dude, Where's My Shark?               | N/A                  |
|              |     |                               |                                       |                      |
| 46.          | 20. | Sarki patkány                 | Pole Rat                              | N/A                  |
|              |     |                               |                                       |                      |
| 47.          | 21. | Az ifjúság egérnyi forrása    | The Fabumouse Fountain of Youth       | N/A                  |
|              |     |                               |                                       |                      |
| 48.          | 22. | Vissza a dozsóba              | Return to the Dojo                    | N/A                  |
|              |     |                               |                                       |                      |
| 49.          | 23. | A mágus                       | Magic Mice                            | N/A                  |
|              |     |                               |                                       |                      |
| 50.          | 24. | Beszélő állatok               | If I Could Talk to the Animals        | N/A                  |
|              |     |                               |                                       |                      |
| 51.          | 25. | Villámjegyesség               | A Brief Engagement                    | N/A                  |
|              |     |                               |                                       |                      |
| 52.          | 26. | Szerelmi hevület              | Paremezani Crush                      | 2012. április 16.    |
|              |     |                               |                                       |                      |

| #             | #   | Magyar cím                  | Eredeti cím                    | Német premier      | Magyar premier     |
| ------------- | --- | --------------------------- | ------------------------------ | ------------------ | ------------------ |
|               |     |                             |                                |                    |                    |
| Harmadik évad |     |                             |                                |                    |                    |
|               |     |                             |                                |                    |                    |
| 53.           | 1.  | Van Ülding                  | Van Mousling                   | 2016. december 09. | 2016. december 28. |
| 54.           | 2.  | Geronimo kontra Véregér     | Geronimo vs the Weremouse      | 2016. december 09. | 2016. december 29. |
| 55.           | 3.  | Terepjáró patkányok         | Off Road Rats                  | 2016. december 12. | 2016. december 30. |
| 56            | 4.  | Duplacsavar                 | Double Trap                    | 2016. december 12. | 2016. december 31. |
| 57.           | 5.  | A nagy szundizás            | The Big Sleep                  | 2016. december 13. |                    |
| 58.           | 6.  | Cserebere                   | Trade Off                      | 2016. december 20. |                    |
| 59.           | 7.  | A páholy kappanja           | Bantam of the Balcony          | 2016. december 14. |                    |
| 60.           | 8.  | A rakéta akció              | Cheese Raker                   | 2016. december 14. |                    |
| 61.           | 9.  | A boszorkány legendája      | Sorceress of the Bayaou        | 2016. december 15. |                    |
| 62.           | 10. | Ufó üldözés                 | Lights in the Desert           | 2016. december 20. |                    |
| 63.           | 11. | A király katonái            | Guardians of the King          | 2016. december 16. |                    |
| 64.           | 12. | A Marcipán-sziget legendája | The Legend of Marzipan Island  | 2016. december 16. |                    |
| 65.           | 13. | Cirkusz                     | Clowning Around                | 2016. december 19. |                    |
| 66.           | 14. | Vulkán túra                 | Lava or Leave Her              | 2016. december 19. | 2017. február 17.  |
| 67.           | 15. | Cinlimpia                   | Snow Job                       | 2016. december 21. | 2017. február 18.  |
| 68.           | 16. | Pocokotó kardja             | The Sword of Mousitomo         | 2017. június 16.   | 2017. február 19.  |
| 69.           | 17. | A nagy feladat              | A Tall Order                   | 2016. december 21. | 2017. február 20.  |
| 70.           | 18. | Egér a Holdon               | A Mouse on the Moon            | 2016. december 21. | 2017. február 21.  |
| 71.           | 19. | A műfogsor balhé            | The False Teeth Caper          | 2016. december 22. | 2017. február 22.  |
| 72.           | 20. | Virtuális vakáció           | Virtual Vacation               | 2017. június 20.   | 2017. február 23.  |
| 73.           | 21. | Gördeszka verseny           | Skateboarding Championship     | 2017. június 21.   | 2017. február 24.  |
| 74.           | 22. | A szellemirtók              | Ghost Bashers                  | 2017. június 21.   | 2017. február 25.  |
| 75.           | 23. | A Mancheco-sziget rejtélye  | The Mystery of Mancheco Island | 2017. június 22.   | 2017. február 26.  |
| 76.           | 24. | A bébiszitter               | The Mouse Sitter               | 2017. június 22.   | 2017. február 27.  |
| 77.           | 25. | Felvétel indul              | Lights, Camera, Action         | 2017. június 23.   | 2017. február 28.  |
| 78.           | 26. | Trappola a kém              | Junior Jack                    | 2017. június 23.   | 2017. március 1.   |